# Сага о людях из Лососьей долины
Сага о людях из Лососьей долины или Сага о людях из Лаксдаля (др.-сканд. Laxdæla saga (слушатьо файле) или Laxdœla saga) — одна из важнейших родовых саг, записанная предположительно на западе Исландии около 1245 года.
Сага знаменита упоминанием Болли Болассона — исландца, служившего в варяжской гвардии византийских императоров. Отдельный рассказ о Болли (так называемая «прядь») Bollaþáttur добавлен в сагу в XIV веке.

## Содержание
Действие саги разворачивается в Лососьей долине (др.-сканд. Laxardal). Центральный персонаж — Гудрун дочь Освивра, известная своей красотой. За Гудрун ухаживали два молочных брата: Кьяртан сын Олава (др.-сканд. Kjartan Ólafsson) и Болли сын Торлейка (др.-сканд. Bolli Þorleiksson). Гудрун отдавала предпочтение Кьяртану, но в конце концов выбрала Болли из-за ложного слуха о том, что Кьяртан был обручён с Ингибьёрг (др.-сканд. Ingibjörg), сестрой конунга Олафа Трюггвасона. С этого началась вражда между братьями, закончившаяся тем, что Болли убил Кьяртана, а его самого убили родственники Кьяртана.